# Годово
Годово је сеоско насеље у Србији у општини Тутин у Рашком округу. Налази се у средишњем делу Тутинске (Штавичке) котлине, на граници са Црном Гором. Према попису из 2022. у Годову живе 167 становника (према попису из 2002. било је 89 становника). Становништво је досељено у 17. веку из Црне Горе.
Годово је сточарско–ратарско насеље разбијеног типа, са једном четворогодишњом основном школом. У атару села се налази Годовска пећина, а кроз село протиче речица Годуља, лева притока Ибра.

## Демографија
У насељу Годово живи 87 пунолетних становника, а просечна старост становништва износи 34,3 година (32,4 код мушкараца и 36,0 код жена). У насељу је 2011. године било 30 породица, а просечан број чланова по породици је 3,93.
Ово насеље је великим делом насељено Бошњацима (према попису из 2002. године).
|  |

| Демографија | Демографија | Демографија |
| Година      | Становника  | Становника  |
| ----------- | ----------- | ----------- |
| 1948.       | 229         |             |
| 1953.       | 320         |             |
| 1961.       | 318         |             |
| 1971.       | 229         |             |
| 1981.       | 217         |             |
| 1991.       | 129         | 127         |
| 2002.       | 89          | 105         |
| 2011.       | 124         |             |

| Етнички састав према попису из 2002.‍ | Етнички састав према попису из 2002.‍ | Етнички састав према попису из 2002.‍ | Етнички састав према попису из 2002.‍ | Етнички састав према попису из 2002.‍ |
| ------------------------------------ | ------------------------------------ | ------------------------------------ | ------------------------------------ | ------------------------------------ |
|                                      |                                      |                                      |                                      |                                      |
| Бошњаци                              | Бошњаци                              |                                      | 86                                   | 96,62%                               |
| Срби                                 | Срби                                 |                                      | 3                                    | 3,37%                                |
| непознато                            | непознато                            |                                      | 0                                    | 0,0%                                 |

| Година пописа     | 1948. | 1953. | 1961. | 1971. | 1981. | 1991. | 2002. |
| ----------------- | ----- | ----- | ----- | ----- | ----- | ----- | ----- |
| Број домаћинстава | 34    | 44    | 45    | 40    | 38    | 20    | 22    |

| Број чланова      | 1 | 2 | 3 | 4 | 5 | 6 | 7 | 8 | 9 | 10 и више | Просек |
| ----------------- | - | - | - | - | - | - | - | - | - | --------- | ------ |
| Број домаћинстава | 2 | 3 | 4 | 4 | 4 | 4 | 0 | 0 | 1 | 0         | 4,05   |

| Пол    | Укупно | Неожењен/Неудата | Ожењен/Удата | Удовац/Удовица | Разведен/Разведена | Непознато |
| ------ | ------ | ---------------- | ------------ | -------------- | ------------------ | --------- |
| Мушки  | 24     | 7                | 17           | 0              | 0                  | 0         |
| Женски | 38     | 15               | 17           | 6              | 0                  | 0         |
| УКУПНО | 62     | 22               | 34           | 6              | 0                  | 0         |

| Пол    | Укупно                    | Пољопривреда, лов и шумарство | Рибарство                            | Вађење руде и камена | Прерађивачка индустрија       |
| ------ | ------------------------- | ----------------------------- | ------------------------------------ | -------------------- | ----------------------------- |
| Мушки  | 13                        | 11                            | 0                                    | 0                    | 1                             |
| Женски | 11                        | 10                            | 0                                    | 0                    | 0                             |
| УКУПНО | 24                        | 21                            | 0                                    | 0                    | 1                             |
| Пол    | Производња и снабдевање   | Грађевинарство                | Трговина                             | Хотели и ресторани   | Саобраћај, складиштење и везе |
| Мушки  | 0                         | 0                             | 0                                    | 0                    | 0                             |
| Женски | 0                         | 0                             | 0                                    | 0                    | 0                             |
| УКУПНО | 0                         | 0                             | 0                                    | 0                    | 0                             |
| Пол    | Финансијско посредовање   | Некретнине                    | Државна управа и одбрана             | Образовање           | Здравствени и социјални рад   |
| Мушки  | 0                         | 0                             | 0                                    | 1                    | 0                             |
| Женски | 0                         | 0                             | 0                                    | 1                    | 0                             |
| УКУПНО | 0                         | 0                             | 0                                    | 2                    | 0                             |
| Пол    | Остале услужне активности | Приватна домаћинства          | Екстериторијалне организације и тела | Непознато            | Непознато                     |
| Мушки  | 0                         | 0                             | 0                                    | 0                    | 0                             |
| Женски | 0                         | 0                             | 0                                    | 0                    | 0                             |
| УКУПНО | 0                         | 0                             | 0                                    | 0                    | 0                             |